# 秦桐若丸
秦 桐若丸（はたの/はだの  きりわかまる）は、戦国時代から安土桃山時代にかけての武将。黒田氏の家臣。

## 生涯
天文11年（1542年）、播磨国にて誕生。
黒田孝高に仕え、黒田家中で軍功を挙げ関西から中国地方にかけての習慣となっていた、首を33個取った者が行う首供養を最初に行った。
天正12年（1582年）の山崎の戦いでの負傷が元で、翌天正13年（1583年）に亡くなった。

## 逸話
- 1丈（およそ3m）の旗指し物に唐団扇（とううちわ）を使用していた。これを見た敵は近付けず、近付いてから掲げられれば驚き引き退いたと言われる[2]。
- 『新書太閤記』では、10人力の壮士であり、「黒田の十団子」と世に知られ、山崎の戦いにおいて、踏み止まって寄せ手を持て余させていた明智方に対する。左右から切りかかる藤田藤蔵、藤田伝兵衛を切り、そこへ槍で突きかかってきた奥田市助、溝尾五右衛門を3ヶ所の傷を負いながらこれも切り倒した。しかし、翌年の正月、湯治していた有馬温泉の湯を飲んで腹痛を起こし、傷が破れて、40歳で亡くなったとされている。
- 大阪城天守閣が所蔵している、江戸時代後期製作の『山崎合戦図屏風』では、福島正則と並走する騎乗姿が描かれている。